# They Will Return
They Will Return drugi je studijski album finskog melodičnog death metal sastava Kalmah. Album je 30. travnja 2002. godine objavila diskografska kuća Spikefarm Records.

## Popis pjesama
Tekstovi: Pekka Kokko, osim pjesme "Skin o' My Teeth" koju je napisao Dave Mustaine. 
| 1.    | »Hollow Heart«                        | Antti Kokko                           | 4:44 |
| 2.    | »Swamphell«                           | A. Kokko                              | 4:53 |
| 3.    | »Principle Hero«                      | A. Kokko, Pasi Hiltula                | 4:24 |
| 4.    | »Human Fates«                         | A. i P. Kokko, Timo Lehtinen, Hiltula | 5:50 |
| 5.    | »They Will Return«                    | P. Kokko, A. Kokko                    | 3:53 |
| 6.    | »Kill the Idealist«                   | A. Kokko, Hiltula                     | 5:13 |
| 7.    | »The Blind Leader«                    | P. Kokko, A. Kokko                    | 4:06 |
| 8.    | »My Nation«                           | A. Kokko, Hiltula                     | 5:30 |
| 9.    | »Skin o' My Teeth« (obrada Megadetha) | Mustaine                              | 2:59 |
| 41:32 |                                       |                                       |      |

## Recenzije
Jason Anderson, glazbeni kritičar sa stranice AllMusic, dodijelio je albumu četiri od pet zvjezdica te je izjavio: "Poput finske loze skandinavskog metala čije je Kalmah rod, sastav je dosljedno preradio samoga sebe (i svoju glazbu) u sjajni amblem žanra. Do objave They Will Returna 2002. godine grupa je, zajedno sa svojim malim, ali uglednim pokretom, počela stvarati jedinstvenu smjesu koja je istovremeno bila i slušljiva i beskompromisna. Dolazak novog bubnjara Jannea Kusmina i basista Tima Lehtinena proširio je već široke glazbene horizonte ovog ambicioznog sastava te je Kalmah, također se sastojeći od gitarista i pjevača Pekke Kokka, gitarista Anttija Kokka i klavijaturista Pasija Hiltule, poslao svoj hiper-metal preko svih razumnih tehničkih i melodičkih granica na ovom svojem drugom studijskom albumu. Pretjeranost koja je povezivana s death metalom u svim njegovim oblicima nije stavljena na stranu na They Will Returnu, jednostavno je kanalizirana u melodičko i tekstualno izumiteljstvo. Skladbe koje se ističu, kao pojačana "Principle Hero" i naslovna pjesma -- sa svojom odličnom solističkom dionicom -- prikazuju Kalminu zastrašujuću spretnost, ali postoji svrha polifonije, značenje melodije; ne radi se samo o pravljenju važnim. Čini se da ova svrha proizlazi iz zahvalnosti za glazbu prošlosti, sadašnjosti i (u najrjeđim slučajevima) budućnosti, što demonstrira napredan pristup obliku koji je gotovo arhaičan prema modernim uvjetima. Kalmah prikazuje talent za izbjegavanjem suvišnosti, stoga iako They Will Return ne proširuje vokabular metala, svaka skladba uspijeva postići zapanjujuću vrstu svježine koja se jedino može pripisati odanosti i umjetnosti. Ovaj album ne bi trebao zanimati samo obožavatelje death/skandinavskog metala, već i svakoga tko otvoreno prihvaća pravi metal u svim svojim inačicama."

## Zasluge
| Kalmah - Pekka Kokko – vokali, gitara - Antti Kokko – gitara, prateći vokali - Timo Lehtinen – bas-gitara - Pasi Hiltula – klavijature - Janne Kusmin – bubnjevi | Dodatni glazbenici - Mikko "Deep Throat" Talala – prateći vokali Ostalo osoblje - Ahti Kortelainen – produkcija, inženjer zvuka, snimanje - Mika Jussila – mastering - Juha Vuorma – ilustracija - Auvo Tuomaala – fotografija |